# Rytigynia ignobilis
Rytigynia ignobilis är en måreväxtart som beskrevs av Bernard Verdcourt. Rytigynia ignobilis ingår i släktet Rytigynia och familjen måreväxter. Inga underarter finns listade i Catalogue of Life.